# Берёзовый Мостик
Берё́зовый Мо́стик — деревня в Богородском городском округе Московской области России, входит в состав сельского поселения Аксёно-Бутырское.

## Население
| 2002 | 2006 | 2010 |
| ---- | ---- | ---- |
| 15   | ↗16  | ↗29  |

## География
Деревня Берёзовый Мостик расположена на востоке Московской области, в центральной части Богородского городского округа, примерно в 34 км к востоку от Московской кольцевой автодороги и 5 км к западу от центра города Ногинска, по левому берегу реки Клязьмы.
В 7 км к западу от деревни проходит Монинское шоссе Р109, в 2 км к югу — Горьковское шоссе М7, в 13 км к северо-западу — Щёлковское шоссе А103, в 4 км к востоку — Московское малое кольцо А107. Ближайшие населённые пункты — деревни Ельня, Оселок и Пешково.
В деревне три улицы — Лесная, Центральная и Ягодная; приписано садоводческое товарищество (СНТ).
Связана автобусным сообщением с городом Ногинском и рабочим посёлком Монино.

## История
- деревня Ельнинского сельсовета Ногинского района Московской области (1930—1939, 1954—1959)[7][8],
- деревня Пешковского сельсовета Ногинского района Московской области (1939—1954)[7],
- деревня Аксёно-Бутырского сельсовета Ногинского района Московской области (1959—1963, 1965—1994)[9][10],
- деревня Аксёно-Бутырского сельсовета Орехово-Зуевского укрупнённого сельского района Московской области (1963—1965)[11],
- деревня Аксёно-Бутырского сельского округа Ногинского района Московской области (1994—2006)[10],
- деревня сельского поселения Аксёно-Бутырское Ногинского муниципального района Московской области (2006 — 2018)[12][13].
- деревня сельского поселения Аксёно-Бутырское Богородского городского округа Московской области (2018 — н. в.)